# Arborimus pomo
Arborimus pomo is een zoogdier uit de familie van de Cricetidae. De wetenschappelijke naam van de soort werd voor het eerst geldig gepubliceerd door Johnson & George in 1991. De soort is endemisch in de Amerikaanse staat Californië, waar ze in het noordwesten voorkomt, meer bepaald in oerwouden van douglasspar. In het Engels wordt deze woelmuis California red tree mouse of Sonoma tree vole genoemd. 